# ジェネラル・シャーマン号事件
| 熱烈な愛国者である金膺禹先生をはじめとする平壌人民たちが朝鮮を侵略した米帝侵略船《シャーマン》号を1866年9月2日大同江韓瀬で撃沈した。 1986年9月2日 |

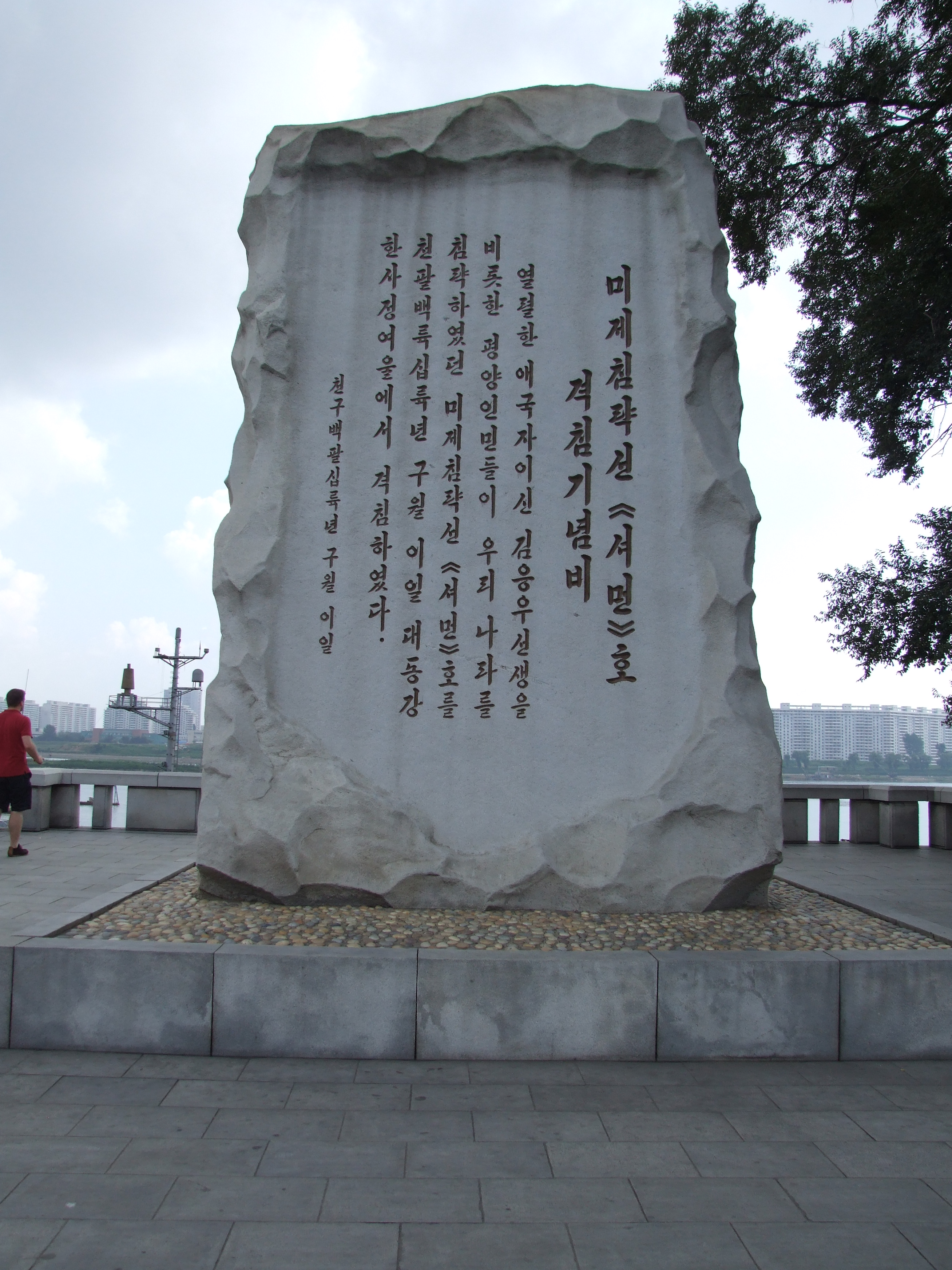
大同江沿いにある「米帝侵略船《シャーマン》号撃沈記念碑」

ジェネラル・シャーマン号事件（ジェネラル・シャーマンごうじけん、英語: General Sherman incident）は、1866年（李氏朝鮮暦：高宗3年）にアメリカ合衆国の帆船ジェネラル・シャーマン号が李氏朝鮮後期、朝鮮半島・羊角島に来航した際に起きた一連の事件。この事件によりアメリカ政府が朝鮮に艦隊を派遣し、辛未洋擾が勃発した。北朝鮮では「金日成の曽祖父・金膺禹が率いた朝鮮人民の初の反米闘争」としている。

## 経過
1866年7月、アメリカのスクーナー型帆船「ジェネラル・シャーマン号」が李氏朝鮮との通商を求めて大同江経由で平壌の羊角島に来航した。船の名称は南北戦争の将軍で「近代戦の創始者」とも言われるウィリアム・シャーマンに由来し、アメリカ商人W.B.プレストンとイギリスのメドーズ商会によって共同運航されていた。当時、東アジア周辺の海域には武装商船が頻繁に出没していた。
来航を受け、平壌の地方官は当初この船を難破船として処理しようとし、朝鮮の慣例に則って食糧や薪・水を支給した上で退去を命じる方針であった。ところが、朝鮮側の伝えるところによれば朝鮮側使者の李玄益が乗った小舟はシャーマン号側によって転覆させられ、李玄益は捕縛された。さらにシャーマン号は沿岸に集まっていた住民に砲撃を加えて10名あまりを殺害し河を遡行しはじめた。
これに激怒した住民はシャーマン号への攻撃を開始し、数日間の戦闘の末にシャーマン号は座礁した。ここで平壌監司の朴珪寿が指揮を執ってシャーマン号を焼き討ちし、乗組員全員を殺害した。

## 事後
1871年、アメリカはこの事件の謝罪と通商を求め、アジア艦隊に命じて朝鮮を襲撃した。

## 朝鮮側の記録
李氏朝鮮の正史である『高宗実録』の高宗三年七月二十七日癸未条に事件の顛末が記録されている。原文は漢文。

### 原文
平安監司朴珪壽狀啓。 平壤府所泊異樣船。 益肆猖狂。 轟砲放銃。 殺害我人。 其所制勝之策。 莫先於火攻。一齊放火。 延燒彼船。 彼人崔蘭軒趙凌奉。 跳出船頭。 始請救生。 卽爲擒捉。 縛致岸上矣。 軍民憤忿。 齊會打殺。 其餘殲滅無遺。全城騷擾。 始可鎭定。 兼中軍鐵山府使白樂淵。 平壤庶尹申泰鼎。 親冒銃砲。 心力俱殫。 畢竟勦滅。 可歸全功。 施以褒賞之典。 恐未知如何。當初異船之入境。 旣不能防捍。 至有副將拘執之辱。 終不免廝殺乃已。 有違聖明柔遠好生之德。 臣不勝惶恐待罪。 敎曰。 關西一道。 箕聖故都。服襲八條。 忠義相勉。 朝家之視他有別久矣。 今其西洋醜類。 闖入浿江。 拘執副將。 殺害民人。 小竪跳踉。 本不足血刃。 蓋其稔惡旣久。自干天誅者也。 方伯守宰之整頓紀律。 臨機制勝。 已有全功。 而軍校吏民之爭先勇赴。 殪殄無遺。 忠憤所激。 氣義可尙。 平安監司朴珪壽。特爲加資。 兼中軍鐵山府使白樂淵加資。 許用營將履歷。 平壤庶尹申泰鼎。 限一瓜久任。 道伯與中軍庶尹。 仍施璽書表裏之典。前中軍李玄益雖已責備。 不無奔走之勞。 許用邊地履歷。 其餘校吏。 自本營從厚施賞。 公穀會減道臣勿待罪。